# دن گوردن
دن گوردن (انگلیسی: Dan Gordon؛ ۱۳ ژوئیه ۱۹۰۲ – ۱۳ اوت ۱۹۷۰) کارگردان فیلم، اَنیماتور و فیلم‌نامه‌نویس اهل ایالات متحده آمریکا بود.